# Mile Spirovski
Mile Spirovski (en serbe cyrillique : Миле Спировски ; né le 15 août 1963 à Belgrade) est un homme politique serbe. Il est président du Parti démocratique des Macédoniens et député à l'Assemblée nationale de la République de Serbie.

## Biographie
Mile Spirovski naît à Belgrade en 1956 et termine ses études élémentaires à l'école Goce Delčev de Jabuka, près de Pančevo. En 1975, il termine ses études secondaires à l'école d'art de Novi Sad et, en 1979, il sort diplômé du département de peinture de l'Académie des arts de Novi Sad.
En 1979-1980, il enseigne au lycée Uroš Predić de Pančevo puis, de 1982 à 1994, il enseigne à l'école élémentaire et secondaire du textile de la municipalité de Plandište. De 1994 à 2000, il est directeur de l'école Goce Delčev de Jabuka ; il enseigne les beaux-arts et fonde la « Colonie internationale d'art pour les enfants » dans le village.
En mars 2008, Mile Spirovski rejoint le Parti démocratique des Macédoniens (DPM) et, en 2011, il en devient le président.
Aux élections législatives serbes de 2012, il figure sur la liste de la coalition Donnons de l'élan à la Serbie, emmenée par Tomislav Nikolić qui était alors président du Parti progressiste serbe (SNS). La coalition recueille 24,04 % des voix et remporte ainsi 73 sièges sur 250 à l'Assemblée nationale de la République de Serbie, ce qui lui vaut de devenir député.
À l'assemblée, Mile Spirovski est inscrit au groupe parlementaire du SNS et participe aux travaux de la Commission des droits de l'Homme et des minorités et de l'égalité des sexes et, en tant que membre suppléant, à ceux de la Commission de la santé et de la famille et à ceux de la Commission de la protection de l'environnement.
Mile Spirovski est marié et père de deux enfants.